# Idiops argus
Espèce
Idiops argus est une espèce d'araignées mygalomorphes de la famille des Idiopidae.

## Distribution
Cette espèce est endémique de l'État de Carabobo au Venezuela. Elle se rencontre vers Puerto Cabello,.

## Description
La carapace de la femelle syntype mesure 7 mm de long sur 5,5 mm et l'abdomen 9 mm de long sur 6,5 mm.
La femelle décrite par Fonseca-Ferreira, Guadanucci, Yamamoto et Brescovit en 2021 mesure 13,7 mm.

## Systématique et taxinomie
Cette espèce a été décrite par Simon en 1889.
Idiops fulvipes, placée en synonymie par Fonseca-Ferreira, Guadanucci, Yamamoto et Brescovit en 2021, a été relevée de synonymie par Dupérré et Tapia en 2025.

## Publication originale
- Simon, 1889 : « Arachnides. Voyage de M. E. Simon au Venezuela (décembre 1887-avril 1888). 4e Mémoire. » Annales de la Société Entomologique de France, sér. 6, vol. 9, p. 169-220 (texte intégral).